# San Salvatore de Cornutis
San Salvatore de Cornutis, även benämnd San Salvatore de Caballo, var en kyrkobyggnad i Rom, helgad åt Frälsaren (Salvatore). Den var belägen vid dagens Via Ventiquattro Maggio i Rione Monti.
Tillnamnet ”Cornutis” syftar med sannolikhet på en familj som residerade i området. Tillnamnet ”Caballo”, av latinets caballus, ”häst”, åsyftar den närbelägna skulpturgruppen Fontana dei Dioscuri, vilken framställer Dioskurerna – Castor och Pollux – med sina hästar.

## Kyrkans historia
Kyrkan uppfördes år 1205. I slutet av 1500-talet överläts den åt Den helige Hieronymus jesuater, en tiggarmunkorden, grundad år 1360. Kyrkans fasad hade ett krönande pediment. Kyrkan hade en tämligen hög kampanil. I den enskeppiga interiören fanns familjegravar tillhörande bland andra Cavalieri, Particappa och Traietto.
Kyrkan San Salvatore de Cornutis revs år 1615 för att ge plats åt dagens Palazzo Pallavicini Rospigliosi.

## Omnämningar i kyrkoförteckningar
| Katalog                      | År         | Benämning                              |
| ---------------------------- | ---------- | -------------------------------------- |
| Catalogo di Cencio Camerario | 1192       | Salvatori de Caballo                   |
| Il Catalogo Parigino         | cirka 1230 | Salvator de Cornutis                   |
| Il Catalogo di Torino        | cirka 1320 | Ecclesia sancti Salvatoris de Cornutis |
| Il Catalogo del Signorili    | cirka 1425 | sci. Salvatoris de Cornutis            |